# Gromada galaktyk

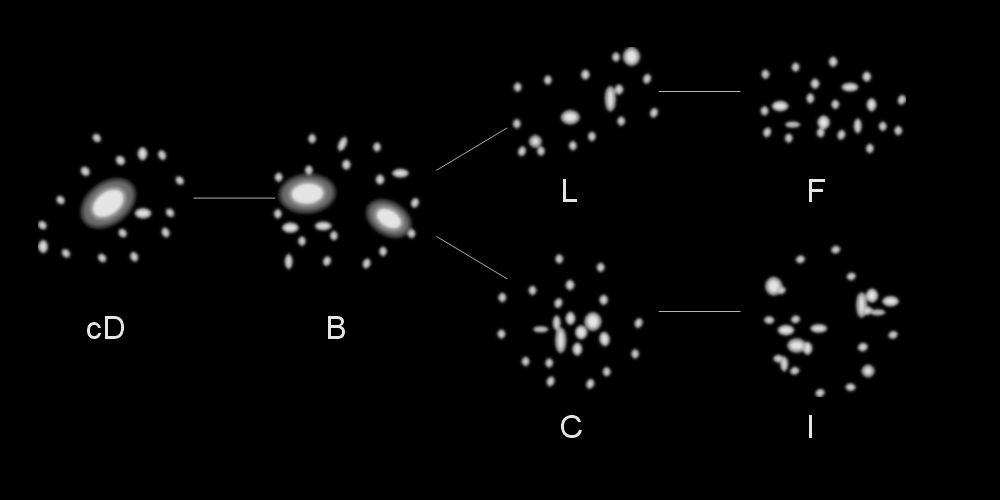
Klasyfikacja gromad galaktyk

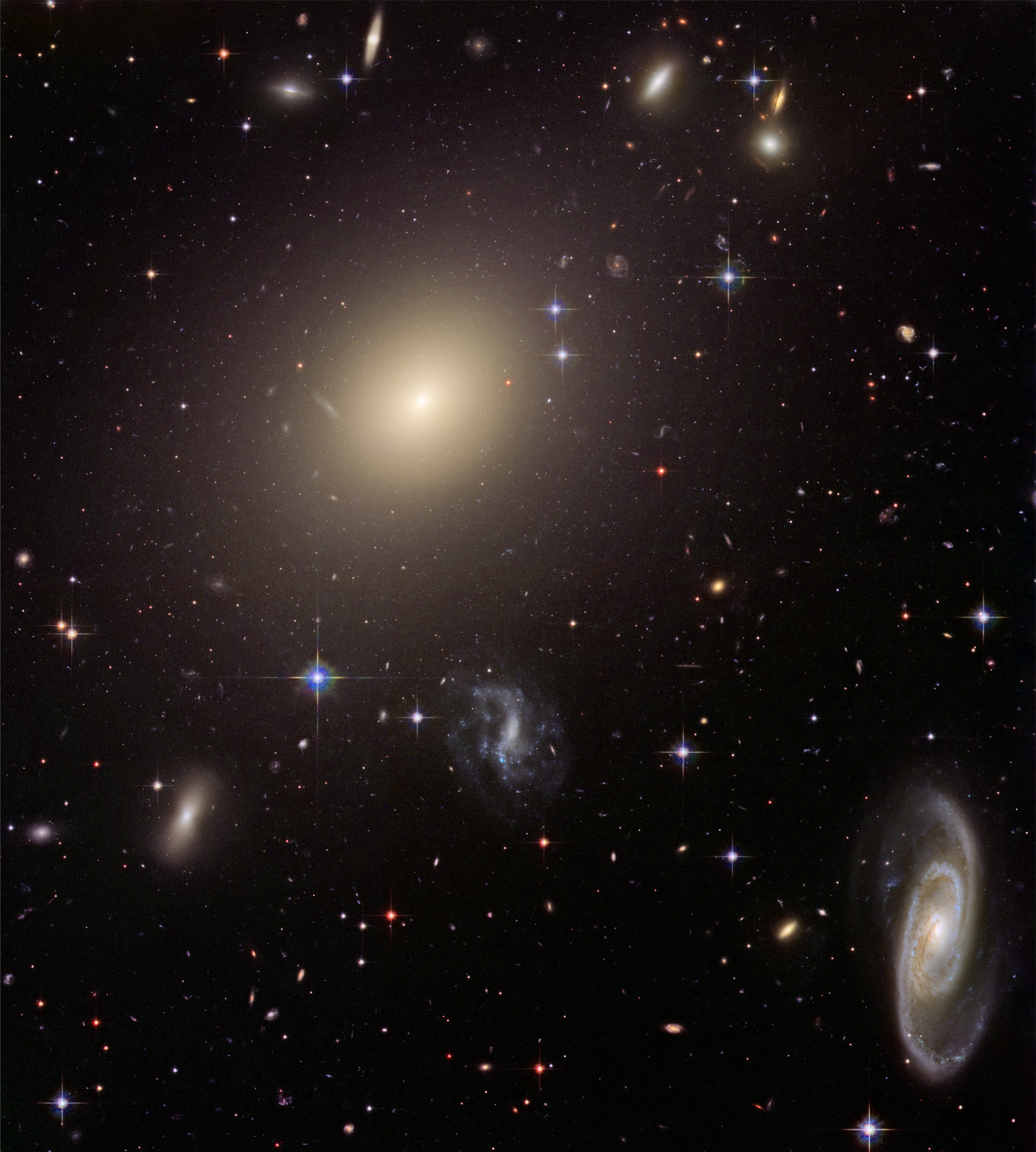
Gromada galaktyk Abell S0740

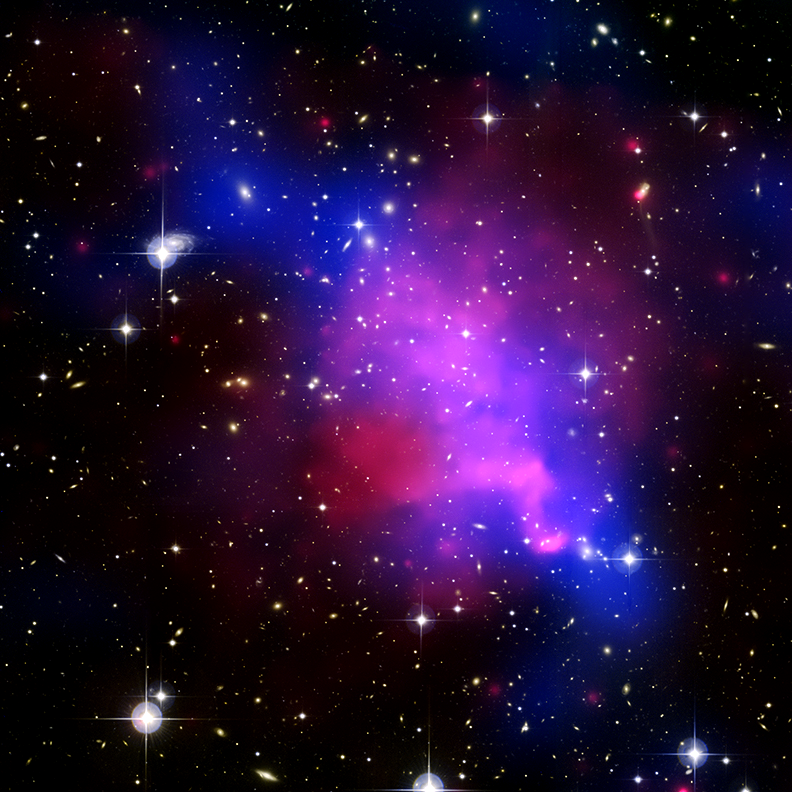
Gromada galaktyk Abell 520 (kolor niebieski – ciemna materia, kolor różowy – gorący gaz)

Gromada galaktyk – skupisko od kilkudziesięciu do kilku tysięcy galaktyk tworzących układ związany grawitacyjnie. Mniejsze ugrupowania nazywane są grupami. Galaktyki w gromadzie galaktyk poruszają się po skomplikowanych torach wokół środka masy gromady, zazwyczaj znajdującego się w pobliżu największych galaktyk w gromadzie. Prędkości galaktyk w małych grupach galaktyk są rzędu 200 km/s, ale rosną do prędkości rzędu 800 km/s w dużych gromadach galaktyk.
Gromady galaktyk nie zawsze mają dobrze określone „centrum” (jak układ planetarny czy galaktyka). W gromadach galaktyk występuje też stosunkowo gęsty i gorący ośrodek międzygalaktyczny. Obserwacje rentgenowskie wykazały, że w dużych i jasnych gromadach galaktyk temperatura tego gazu osiąga wartości od 107 do 108 K. Promieniowanie rentgenowskie emitowane przez ten gaz ma charakter termicznego promieniowania hamowania. Masa gazu w gromadzie galaktyk jest porównywalna z masą zawartą w samych galaktykach, ale łączna masa galaktyk i gazu pomiędzy nimi nie wystarcza, aby grawitacyjnie związać gromadę. Niezbędna jest obecność ciemnej materii o masie kilkukrotnie przewyższającej masę galaktyk i gazu, aby zapewnić dostatecznie silne pole grawitacyjne, które uniemożliwia ucieczkę galaktyk i gorącego gazu z gromady. W szczególności, pod koniec sierpnia 2006 zespół astronomów ze Steward Observatory w Tucson przy University of Arizona potwierdził obserwacyjnie istnienie ciemnej materii w gromadzie galaktyk Pocisk.

## Rozmiary
Gromady galaktyk mają rozmiary od jednego do dziesięciu milionów lat świetlnych i masy rzędu 1014 do 1015  mas Słońca. Powstały one z pierwotnych zaburzeń gęstości materii o wysokiej amplitudzie, zaś rozkład mas hierarchicznie formujących się gromad można opisać matematycznie używając formalizmu Pressa-Schechtera. Podczas grawitacyjnego kolapsu takiego zaburzenia, główną rolę w jego dynamice odgrywała ciemna materia obecna w gromadzie. Wypełniający gromadę gaz uległ wówczas podgrzaniu do wysokiej temperatury wskutek kompresji adiabatycznej oraz przejścia fal uderzeniowych powstających w przepływie naddźwiękowym. W związku z tym jasność rentgenowska stanowi dobry miernik potencjału grawitacyjnego danej gromady.

## Obserwacje gromad
Odkrycie wielu gromad było możliwe dzięki obserwacjom przeprowadzonym przez satelity takie jak ROSAT, ASCA i BeppoSAX, zaś duża jasność gromad w zakresie rentgenowskim, rzędu 1043 do 1045  erg/s pozwala na ich detekcję nawet przy dużych odległościach kosmologicznych.
Gromady obserwuje się również w zakresie optycznym i w podczerwieni, obrazując galaktyki należące do gromady i wyznaczając ich przesunięcie ku czerwieni. Gromady odkrywa się ponadto badając zaburzenia w rozkładzie mikrofalowego promieniowania tła wskutek jego rozproszenia w gorącym gazie (efekt Suniajewa-Zeldowicza). Jest to metoda pozwalająca oszacować masę gromady, niezależna od przesunięcia ku czerwieni.
Świecący w zakresie rentgenowskim gaz w gromadzie galaktyk powinien szybko się chłodzić wskutek emisji promieniowania. Ponieważ gęstość w gromadzie rośnie w kierunku jej centrum, to tam produkuje się najwięcej promieniowania i gaz chłodzi się najszybciej. Spadek ciśnienia tego gazu powoduje z kolei napływ materii z zewnętrznych obszarów gromady (ang. 'cooling flow'). Taki mechanizm powinien teoretycznie spowodować wychłodzenie gromady w skali czasowej miliona lat. Obserwacje o wysokiej rozdzielczości, przeprowadzone przez teleskop XMM-Newton, nie wykazały jednak obecności linii emisyjnych, które powinny być charakterystyczne dla gazu o temperaturze poniżej 3 keV. Wśród proponowanych wyjaśnień, co może być źródłem dodatkowego grzania gazu w gromadach galaktyk, proponuje się przede wszystkim aktywne jądra galaktyk, promieniowanie kosmiczne, a także eksplozje supernowych.
Najbliższą nam gromadą galaktyk jest gromada w Pannie w gwiazdozbiorze Panny (inaczej zwana Virgo, od łacińskiej nazwy tego gwiazdozbioru). Odległa jest o około 48 milionów lat świetlnych.
Odległa gromada COSMOS-AzTEC3, odkryta dzięki obserwacjom kosmicznych teleskopów Spitzer, Chandra i Hubble, jest położona 12,6 miliardów lat świetlnych od Ziemi.
Odkryta przez należący do ESO Very Large Telescope w Chile gromada CL J1449+0856 ma przesunięcie ku czerwieni z = 2,07, co oznacza, że widzimy ją tak jak wyglądała 3 miliardy lat po Wielkim Wybuchu.
Oprócz gromad, galaktyki tworzą także jeszcze większe struktury, zwane supergromadami galaktyk.